# Väljaotsa (Jõgeva)
Pour les articles homonymes, voir Väljaotsa.
Väljaotsa est un village de la commune de Jõgeva du comté de Jõgeva en Estonie.
Au 31 décembre 2011, il compte 16 habitants.